# Paulusbucht
Die Paulusbucht bei Lindos auf der griechischen Insel Rhodos ist eine natürliche Bucht südlich der Akropolis von Lindos. Sie soll der Legende nach Paulus als Landepunkt auf Rhodos gedient haben. Laut Apostelgeschichte 21,1  ist jedoch nur gesichert, dass er „nach Rhodos“ fuhr. Eine kleine Kapelle an der Südseite der Bucht erinnert hieran.
Die Bucht ist fast rund und wird von hohen Felsen eingerahmt. Sie besitzt einen 100 Meter langen und durchschnittlich 25 Meter breiten Strand. Die Einfahrt ist nur knapp 30 Meter breit.
Rhodos liegt auf der Grenze zwischen der inselreichen Ägäis und dem inselarmen Levantischen Meer. Da die Paulusbucht auf der Ostseite der Insel liegt, gehört sie zum Levantischen Meer.

## Einzelbelege
1. ↑  3. Missionsreise des Apostel Paulus, abgerufen am 20. März 2017.